# 1355 km
1355 km (kaz. 1355 км, ros. 1355 км) – przystanek kolejowy i posterunek odstępowy w obwodzie karagandyjskim, w Kazachstanie. Położony jest na linii Mojynty – Aktogaj, na trasie Nowego Jedwabnego Szlaku. Leży wśród stepów, w oddaleniu od skupisk ludzkich, w pobliżu jeziora Bałchasz.